# Белогорское сельское поселение (Камышинский район)
Белого́рское се́льское поселе́ние — муниципальное образование в составе Камышинского района Волгоградской области.
Административный центр — посёлок Госселекстанция.

## История
Белогорское сельское поселение образовано 5 марта 2005 года в соответствии с Законом Волгоградской области № 1022-ОД.

## Население
| 2010 | 2012  | 2013  | 2014  | 2015  | 2016 | 2017 |
| ---- | ----- | ----- | ----- | ----- | ---- | ---- |
| 1075 | ↘1054 | ↘1039 | ↘1036 | ↘1007 | ↘966 | ↘958 |
| 2018 | 2019  | 2020  | 2021  |       |      |      |
| ↘939 | ↘906  | ↘879  | ↘856  |       |      |      |

## Состав сельского поселения
| № | Населённый пункт | Тип населённого пункта          | Население |
| - | ---------------- | ------------------------------- | --------- |
| 1 | Белогорки        | село                            | 192       |
| 2 | Госселекстанция  | посёлок, административный центр | 883       |